# Михайловка (Ишимский район)
Михайловка — деревня в Ишимском районе Тюменской области России. Входит в состав Десятовского сельского поселения.

## История
До 1917 года входила в состав Карасульской волости Ишимского уезда Тюменской губернии. По данным на 1926 год состояла из 63 хозяйств. В административном отношении являлась центром Михайловского сельсовета Жиляковского района Ишимского округа Уральской области.

## Население
| 2010 |
| ---- |
| 53   |

По данным переписи 1926 года в деревне проживало 342 человека (176 мужчин и 166 женщин), в том числе: русские составляли 90 % населения, украинцы — 7 %.
Согласно результатам переписи 2002 года, в национальной структуре населения русские составляли 81 % из 70 чел.